# Хот-Спрингс (округ)
Округ Хот-Спрингс (англ. Hot Springs County) — округ, расположенный в штате Вайоминг (США) с населением в 4696 человека по статистическим данным переписи 2020 года.
Столица округа находится в городе Термополис.

## История
Округ Хот-Спрингс был образован в 1911 году.

## География
По данным Бюро переписи населения США округ Хот-Спрингс имеет общую площадь в 5196 квадратных километров, из которых 5190 кв. километров занимает земля и 5 кв. километров — вода. Площадь водных ресурсов округа составляет 0,31 % от всей его площади.
Округ Хот-Спрингс включает в себя южную часть бассейна Биг-Хорн в Вайоминге и почти со всех сторон окружён горной системой. Значительная часть каньона Уинд-Ривер с горной грядой Оул-Крик занимает восточную часть территории округа, в западной его части проходит горный хребет Абсарока. На восточной территории округа расположена часть Национального лесного заповедника шошонов.
В южной части округа Хот-Спрингс начинается территория индейской резервации Уинд-Ривер.

### Охраняемые природные территории
- Национальный лесной заповедник шошонов (часть)

### Соседние округа
- Уошаки — восток
- Фримонт — юг
- Парк — северо-запад

## Демография

Распределение населения округа Хот-Спрингс по возрастным диапазонам

По данным переписи населения 2000 года в округе Хот-Спрингс проживало 4882 человека, 1353 семьи, насчитывалось 2108 домашних хозяйств и 2536 жилых домов. Средняя плотность населения составляла 1 человек на один квадратный километр. Расовый состав округа по данным переписи распределился следующим образом: 95,96 % белых, 0,35 % чёрных или афроамериканцев, 1,52 % коренных американцев, 0,25 % азиатов, 1,29 % смешанных рас, 0,63 % — других народностей. Испано- и латиноамериканцы составили 2,38 % от всех жителей округа.
Из 2108 домашних хозяйств в 25,50 % — воспитывали детей в возрасте до 18 лет, 54,30 % представляли собой совместно проживающие супружеские пары, в 7,40 % семей женщины проживали без мужей, 35,80 % не имели семей. 31,70 % от общего числа семей на момент переписи жили самостоятельно, при этом 14,80 % составили одинокие пожилые люди в возрасте 65 лет и старше. Средний размер домашнего хозяйства составил 2,25 человек, а средний размер семьи — 2,82 человек.
Население округа по возрастному диапазону по данным переписи 2000 года распределилось следующим образом: 22,00 % — жители младше 18 лет, 5,90 % — между 18 и 24 годами, 23,30 % — от 25 до 44 лет, 28,70 % — от 45 до 64 лет и 20,00 % — в возрасте 65 лет и старше. Средний возраст жителей округа составил 44 года. На каждые 100 женщин в округе приходилось 92,70 мужчин, при этом на каждых сто женщин 18 лет и старше приходилось 89,80 мужчин также старше 18 лет.
Средний доход на одно домашнее хозяйство в округе составил 29 888 долларов США, а средний доход на одну семью в округе — 39 364 доллара. При этом мужчины имели средний доход в 27 030 долларов в год против 18 667 долларов среднегодового дохода у женщин. Доход на душу населения в округе составил 16 858 долларов в год. 8,60 % от всего числа семей в округе и 10,60 % от всей численности населения находилось на момент переписи населения за чертой бедности, при этом 12,10 % из них были моложе 18 лет и 7,90 % — в возрасте 65 лет и старше.

## Населённые пункты

### Города
- Ист-Термополис
- Керби
- Термополис

### Статистически обособленные местности
- Лусерн
- Оул-Крик